# Ashi (trattamento)
Ashi (Dzongkha: ཨ་ཞེ་; Wylie: A-zhe) traslitterato anche Ashe o Azhi, è un appellativo onorifico bhutanese che significa letteralmente "signora", "dama", "nobildonna". 
Il titolo precede il nome proprio ed è portato dalle donne nobili bhutanesi e dai membri della famiglia reale bhutanese di sesso femminile. L'equivalente maschile è Dasho (Dzongkha: དྲག་ཤོས་; Wylie: drag-shos), che significa letteralmente "migliore, superiore", ma è utilizzato col significato di "nobiluomo", e viene utilizzato tanto dai nobili che da coloro che sono stati insigniti della massima onorificenza bhutanese, il kabney rosso.
L'appellativo Ashi, similmente a Lalla in alcuni paesi arabi, ha tuttavia una doppia valenza che, talora può generare confusione: da un lato è il trattamento d'onore riservato alle donne di famiglia nobile (ma anche alle parlamentari, e ad alcune alte funzionarie come viceministre e giudici distrettuali); dall'altro, quando viene utilizzato da membri della famiglia reale, ed in particolare dalle mogli e dalle figlie del re del Bhutan, ha il significato di principessa.
Il significato di Ashi dipende quindi dal contesto d'uso. Ciò a volte crea confusione fuori dal Bhutan; per evitare malintesi, le fonti bhutanesi in lingua inglese si riferiscono spesso alle figlie del sovrano con un'espressione ibrida: Princess Ashi (e Prince Dasho per le loro controparti maschili).
Quando assume il significato di principessa, viene accompagnato di norma da un ulteriore trattamento: nel caso delle figlie del sovrano, quello di Sua Altezza Reale; per le consorti dei re, l'appellativo viene invece accompagnato dal trattamento Sua Maestà. Anche le nipoti che i sovrani hanno da parte delle figlie ricevono questo trattamento, ma in questi casi non sono precedute dallo stile Sua Altezza Reale, bensì da quello di Sua Eccellenza.
In alcune zone del Bhutan, il termine Ashi è anche ampiamente utilizzato per riferirsi semplicemente a una "sorella maggiore".